# 주한 코스타리카 대사관
주한 코스타리카 대사관(스페인어: Embajada de Costa Rica en República de Corea)은 대한민국 서울특별시 중구 충무로1가 25-5 고려대연각타워 9층 902호에 위치하고 있는 코스타리카 대사관이다. 현직 주한 코스타리카 대사는 알레한드로 호세 로드리게스 사모라이다.

## 역사
코스타리카는 대한민국과는 1962년에 수교하였고, 조선민주주의인민공화국과 1974년 수교했으나 1983년 조선민주주의인민공화국이 미얀마에서 아웅산 묘역 테러 사건 사건을 일으키자 이에 대한 규탄의 표시로 조선민주주의인민공화국과 단교하였다.
코스타리카는 과거 2차례에 걸쳐 대한민국에 대사관을 개설했다가 폐쇄한 역사를 갖고 있다. 1982년 11월 25일에 주한 코스타리카 대사관이 개설했으나, 	1993년 3월에 코스타리카의 국가 예산 사정상 때문에 잠정 퍠쇄했다. 1995년 4월 3일에 재개설했다가, 1999년 7월 17일에 폐쇄되면서 한동안 주일본 코스타리카 대사관에서 겸임했다. 그러다가 2002년 3월 9일에 재개설되었다.

## 주요 업무
주요 업무는 대한민국 정부와의 외교, 교섭, 투자 유치 활동, 대한민국 거주 코스타리카 국민의 보호 육성, 외교 정책 홍보, 문화, 학술, 체육 협력, 여권, 입국 사증 발급 및 영사 확인 업무 등이다. 주한 코스타리카 대사관에서는 말레이시아, 브루나이와 관련된 외교 임무를 겸임하고 있다.

## 역대 대사
출처: 주코스타리카 대한민국 대사관
- 제1대: 에두아르도 콘 산춘 (Eduardo Con Sanchun, 1982년 11월 25일 신임장 제정)
- 제2대: 에드가르 산체스 마타리타 (Edgar Sanchez Matarrita, 1987년 3월 18일 신임장 제정)
- 제3대: 하비에르 산초 보니야 (Javier Sancho Bonilla, 1988년 4월 28일 신임장 제정)
- 제4대: 라파엘 앙헬 곤살레스 (Rafael Angel Gonzalez, 1990년 10월 28일 신임장 제정)
- 제5대: 호르헤 에두아르도 비야프랑카 누녜스 (Jorge Eduardo Villafranca Núñez, 1992년 9월 15일 신임장 제정)[8]
- 제6대: 유크 만 탕 첸 (Yuk Man Tang Chen, 1995년 5월 1일 신임장 제정)
- 제7대: 리카르도 알베르토 세케이라 라미레스 (Ricardo Alberto Sequeira Ramirez, 1998년 9월 24일 신임장 제정)
- 제8대: 페드로 고예나가 에르난데스 (Pedro Goyenaga Hernandez, 2003년 2월 12일 신임장 제정)[9][10]
- 제9대: 페르난도 보르본 (Fernando Borbón, 2007년 10월 16일 신임장 제정)
- 제10대: 마누엘 로페스 트리고 (Manuel López Trigo, 2011년 11월 25일 신임장 제정)[11]
- 제11대: 로돌포 솔라노 (Rodolfo Solano, 2016년 1월 15일 신임장 제정)
- 제12대: 알레한드로 호세 로드리게스 사모라 (Alejandro Jose Rodriguez Zamora, 2021년 2월 17일 신임장 제정)

## 같이 보기
관련 항목
- 코스타리카의 재외공관 목록
- 대한민국 주재 외국공관 목록
- 대한민국-코스타리카 관계
- 주코스타리카 대한민국 대사관

고려대연각타워 관련
- 주한 칠레 대사관
- 주한 세네갈 대사관
- 주한 우루과이 대사관
- 주한 크로아티아 대사관